# Nyos
Nyos je meromiktické jezero sopečného typu v Adamauském pohoří v Severozápadním regionu afrického státu Kamerun. Od hlavního města Yaoundé je vzdáleno asi 322 km na severozápad. Nyos je vysokohorské jezero, které se nachází ve výšce 1091 m n. m. v místě tzv. maaru, sopečného kráteru neaktivního vulkánu. Vody jezera jsou zadržovány hrází přírodního původu. Pod jezerem je magma, z něhož uniká oxid uhličitý do vody, kde se mění na kyselinu uhličitou. Jezero Nyos patří mezi jediná tři jezera na světě, kde se odehrávají tzv. limnické erupce. To znamená, že je v jezeře vysoká koncentrace oxidu uhličitého, který je usazený u dna a může náhle vystřelit nad hladinu a rozprostřít se okolo a způsobit smrt všeho živého v okolí, poněvadž vytlačí kyslík a obětí se udusí.

## Katastrofa z roku 1986
Jezero Nyos je mimo jiné taky známé kvůli přírodní katastrofě, která se stala 21. srpna 1986, kdy oxid uhličitý uniklý z jezera zaplavil dvě blízká údolí a usmrtil kolem 1700 lidí, nespočet hospodářských i jiných zvířat, a to až do vzdálenosti 25 km. Toto neštěstí zanechalo bez domova až 4000 lidí, mnoho z nich s respiračními problémy a popáleninami. Od doby této katastrofy je na jezeře nainstalováno několik pump, které zajišťují, aby se plyny znovu na dně jezera neshromáždily v kritickém množství a nedošlo k opakování situace.